# Stew Peters
 (septembre 2024).
Stew Peters, né en 1977 ou 1978, est un conspirationniste d'extrême droite et ancien chasseur de primes américain.
Il se fait connaître en diffusant des théories du complot sur la pandémie de Covid-19, notamment à travers ses documentaires controversés Watch the Water et Died Suddenly, largement réfutés par les experts scientifiques. Proche des idées de QAnon, il incite régulièrement à la violence.

## Biographie
Stewart Peters naît en 1977 ou en 1978,.
En été 2000, Stew Peters, prétendant avoir des connexions à Hollywood, séjourne à la résidence du gouverneur du Minnesota, Jesse Ventura, en sympathisant avec son fils. Peters est expulsé lorsque le fils de Jesse Ventura découvre qu'il est un imposteur,,.
Il est durant un temps rappeur, puis il fonde une entreprise de chasseur de primes en 2014,,. Il documente ses appréhensions de fugitifs sur YouTube, où il diffuse des vidéos de ses opérations. Peters suscite la controverse pour son utilisation d'un véhicule et d'une tenue similaires à ceux de la police, créant la confusion parmi le public et les policiers. En réponse, une loi est adoptée dans le Minnesota en 2015 pour restreindre l'apparence des chasseurs de primes, interdisant l'utilisation de certaines couleurs d'uniformes et de véhicules ressemblant à ceux de la police,.
Il se réoriente vers la diffusion de contenu conspirationniste via son émission The Stew Peters Show en 2020,. Son contenu est monétisé sur X (anciennement Twitter), où son compte est rétabli en 2022 après une suspension antérieure. Peters utilise également la plateforme Rumble.

## Conspirationnisme

### Sur la pandémie de Covid-19 et la vaccination
Stew Peters est l'auteur du documentaire conspirationniste Watch the Water, paru en avril 2022, dans lequel un ancien chiropracteur prétend sans preuves que la Covid-19 serait un venin de serpent synthétique diffusé via le remdésivir, les vaccins à ARN et l'eau potable, visant à transformer les individus en « hybrides de Satan ». Ce film, inspiré de théories QAnon, est largement réfuté par les experts scientifiques, qui dénoncent l'absence totale de fondements scientifiques derrière ces allégations.
En novembre 2022, il sort le documentaire Died Suddenly, diffusé sur Rumble, qui prétend sans preuve que les vaccins causeraient des caillots sanguins mortels et seraient ainsi utilisés par le gouvernement dans le cadre d'un plan de dépopulation,,. Ce film utilise des images et données manipulées. Il prétend notamment que le joueur de football américain Damar Hamlin serait mort d'une crise cardiaque causée par le vaccin contre le Covid-19, tandis que ce joueur, bien qu'ayant effectivement subi un arrêt cardiaque, est en réalité vivant et continue de jouer avec son équipe. Le film est vu 20 millions de fois les premiers mois suivant sa sortie et est promu par le complotiste Alex Jones.
En mai 2023, il sort le documentaire Final Days, qui avance la théorie que la pandémie de Covid-19 et les vaccins à ARN messager feraient partie d'un complot orchestré par une élite scientifique et technologique ayant conclu un pacte avec Satan. Le film prétend que le virus serait une arme biologique conçue pour transformer l'humanité, et cite des brevets mal interprétés pour étayer ces accusations. Le film, fortement influencé par la théologie chrétienne, est caractérisé par un rejet de la science et par la promotion de théories du complot.
Il propage une théorie du complot prétendant que le vaccin contre la Covid-19 rendrait les personnes vaccinées aimantées.

### Sur la guerre russo-ukrainienne
Stew Peters affirme sur Twitter en février 2023 que la guerre russo-ukrainienne serait « fausse », en s'appuyant sur des photos avant-après d'un bâtiment à Kiev prétendument intact après une attaque. Cependant, ces images proviennent d'une vidéo montrant la restauration rapide du bâtiment, gravement endommagé par une frappe de missile en février 2022,. Sa publication atteint 4,5 millions de vues.

### Sur les Juifs
Peters est un partisan de la théorie du complot juif. Dans ses émissions, il affirme que les « sionistes » sont responsables des attentats du 11 septembre 2001 et de la pandémie de Covid-19. Il met également en doute la véracité des témoignages historiques sur la Shoah en citant sur Twitter une lettre de la Croix-Rouge de 1944 qui affirme n'avoir trouvé « aucune trace d'installations pour exterminer les prisonniers civils à Auschwitz », prétendant que cela prouverait que les affirmations sur les camps d'extermination seraient fausses.

## Appels à la violence
En mai 2023, il affirme auprès de la BBC que les personnes responsables de la vaccination contre la Covid-19 devraient être exécutées.
En septembre 2023, il tient un discours violent lors d'un rassemblement du ReAwaken America Tour (en), dans lequel il appelle publiquement à l'exécution de Hunter Biden, Anthony Fauci, et Alejandro Mayorkas, qu'il accuse de trahison.
En février 2024, Stew Peters accuse, sans preuve, un influenceur homosexuel de crimes sexuels contre ses enfants et appelle à son exécution publique, ce qui provoque une vague de menaces de la part des partisans de Peters. L'influenceur, soutenu par des avocats, obtient le retrait des vidéos diffamatoires. Il intente un procès en diffamation contre Peters.

## Positionnement politique
Peters est positionné à l'extrême droite,,. Il est associé à QAnon, et au nationalisme blanc.

## Vie privée
Il est basé à Minneapolis.